# 계획생육정책

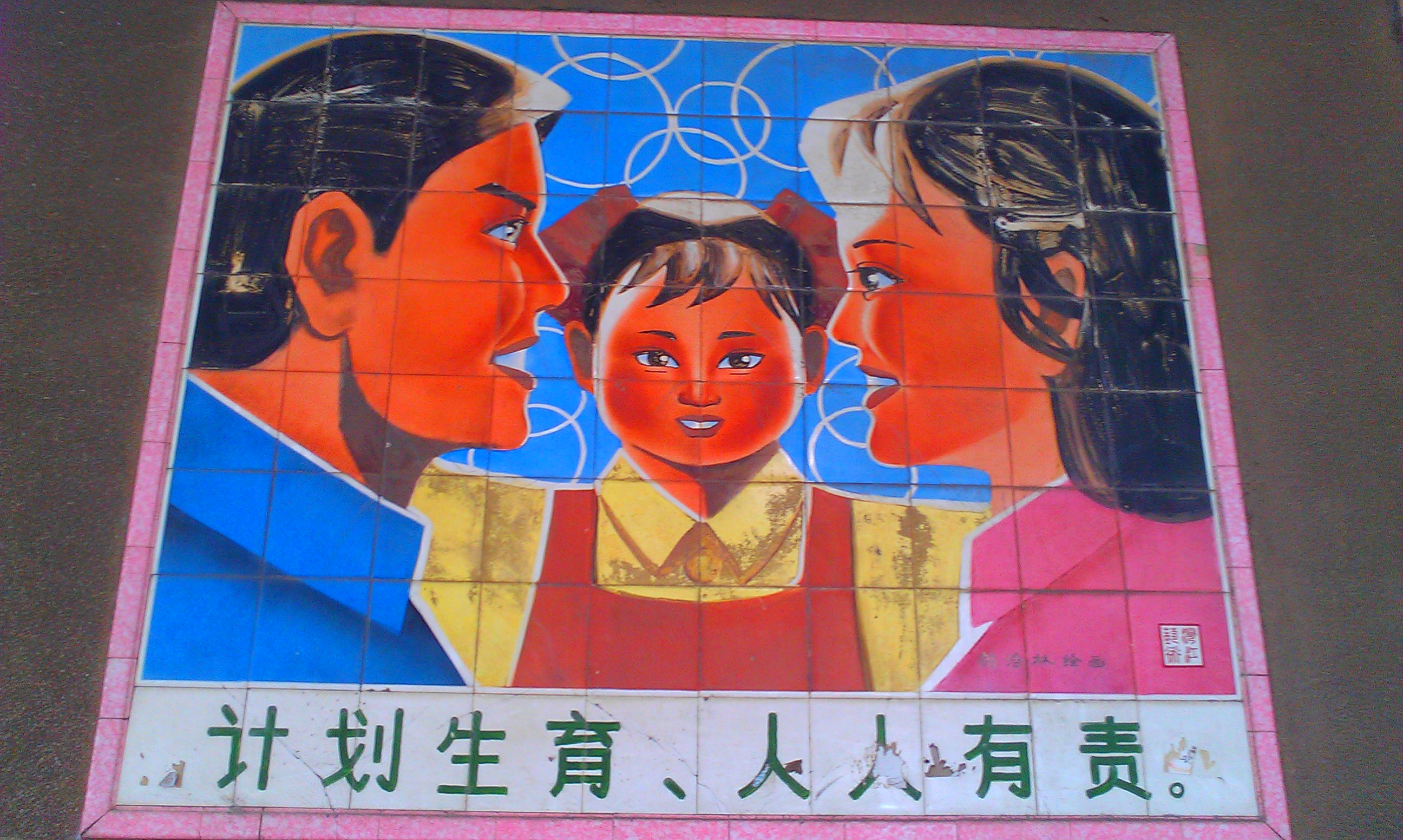
광둥성의 한 선전 그림은 외동 아이를 가진 핵가족의 개념을 홍보하고 있다.

중국의 출생률, 1950년 ~ 2015년

계획생육정책(중국어 간체자: 计划生育政策, 정체자: 計劃生育政策, 병음: jìhuà shēngyù zhèngcè), 또는 한 자녀 정책은 한 아이만 낳을 수 있도록 제한한 중화인민공화국의 인구 제한 정책이다. 중국 정부는 이를 공식적으로 가족 계획 정책으로 지칭한다. 공식적으로는, 결혼한 도시 부부들이 오직 하나의 아이만 갖되 시골의 부부, 소수 민족, 어느 쪽도 형제 자매가 없는 부모를 포함한 일부 사례에는 예외를 두고 있다. 한 아이 정책 위원회에 따르면 중국 인구의 약 35.9%가 현재 한 아이 제한에 종속되어 있다고 한다. 홍콩, 마카오의 특별행정구는 이 정책에서 완전히 제외된다. 또, 중국에 거주하는 외국인들 또한 이 법에서 제외된다.

## 사회문제
남아선호사상이 깊게 뿌리박힌 중국 사회에 한 자녀 정책은 여아 낙태를 통한 성 불균형이라는 심각한 사회문제를 야기하고 있다. 자연적인 출생 성비는 대략 103(男):100(女)에서 107:100 사이 인데, 중국의 출생성비는 2000년 117:100에 달한 뒤, 지금까지 115:100을 넘어서고 있다.6) 이러한 성비 불균형은 향후 사회 불안과 노동인구의 해외 이주를 부추길 잠재 요인이 되고 있다.7) 중국인은 호구에 등록되어 있지 않으면 기본적인 교육, 주거, 의료 서비스 등의 공공 서비스를 이용할 수 없다. 그런데 1,300만 명이 될 것으로 추정되는 이른바 “어둠의 자식black children”은 호구에 등록되어 있지 않다.8) 수 년 간의 소득에 버금가는 벌금을 물 수 없는 부모가 법을 피해 몰래 낳은 자식이기 때문이다. 한편 중국 정부는 두 자녀 정책의 시행에 따라 이들을 호구에 등록해 주기로 약속했다.9) 한 자녀 정책이 낳은 또 다른 문제는 “작은 고추”다. 독자(獨子)로 자라면서 부모와 조부모의 사랑을 독차지한 이들은 의존성이 높고 적응력이 낮은 집단으로 평가되고 있다. 심지어 일부 기업은 구인 광고에서 독자에 대한 비호감을 직접 나타내기도 한다.10) 사실 이들 중 상당수는 홀 로 부모와 조부모, 외조부모 모두를 부양해야 하는 책임을 져야 한다. 최근 중국에서 하나 밖에 없는 자식을 잃은 노부모들의 문제를 다룬 다큐멘터리가 방영됐다. 이런 불행을 겪고 있는 가족이 천만 정도가 될 것으로 추정된다. 사회적 안전망이 약한 중국에서 이들은 자식을 잃은 슬픔과 함께 돌봐줄 자식 없는 노후를 걱정해야 하는 이중고를 겪고 있다.

## 폐지
2013년 이 정책으로 출산율이 감소하면서 노동 인구 감소나 고령화 문제 낙태문제 흑해자 문제 등 여러 사회 문제가 발생하자 2013년 11월 중국 정부는 부부 양쪽중 한명만 독자이면 두 자녀를 허용하는 정책(단독 두 자녀 정책)으로 완화하면서 35년만에 폐지한다 밝혔다. 2015년 10월 말에는 모든 부부가 두 아이를 낳을 수 있도록 허용하기로 결정해 한 아이 정책을 완전히 폐지하였다. 2016년 중국 통계 당국은 2015년 중국의 출산율이 1.05명이라고 밝혔다. 이는 같은 해 대한민국의 1.239명보다 낮은 수치이다. 2016년 1월 1일을 기점으로 중국 전역에서 두 자녀 정책이 시행됐다. 고령화와 성 불균형이 심각한 수준에 달하고, 왜곡된 인구구조로 국가의 장기적 전망이 어두워지자, 이미 느슨해진 정책을 공식적으로 폐기한 것이다

## 같이 보기
- 두 아이 정책
- 흑해자
- 후커우 제도